# 21396 Fisher-Ives
21396 Fisher-Ives è un asteroide della fascia principale. Scoperto nel 1998, presenta un'orbita caratterizzata da un semiasse maggiore pari a 2,3840891 UA e da un'eccentricità di 0,1928907, inclinata di 3,05793° rispetto all'eclittica.